# 真实主义
真实主义（Verismo）是19世纪末意大利文坛上出现的一种艺术潮流。它属于批判现实主义的范畴，又受法国自然主义的影响。它强调客观地表现生活，通常是下层人民的生活。
真实主义的代表人物是卡普安纳和维尔加。法国作家左拉的自然主义理论对真实主义产生了影响。卡普安纳推祟左拉，在米兰报刊上借介绍自然主义来阐述自己的观点，并称之为“真实主义”。维尔加支持卡普安纳的观点，并以自己的创作活动来实践并发展这一观点，从而奠定了真实主义的地位。
真实主义的历史不长，持续了30几年，到1920年代宣告结束。第二次世界大战以后，真实主义的创作思想和手法有了继承人，即新现实主义。
真实主义在1890年代十分流行，在歌剧创作上导致音乐话剧式的艺术处理，尝试将现实中的性格、场景和情感搬上舞台，为追求个别情节不惜牺牲结构的统一和有机的发展。作品中的管弦乐没有明显的划分，旋律连绵不断，主要描写社会底层的人物。最具代变的作品有普契尼的波希米亚人（La Boheme，1896），马斯卡尼的乡村骑士（Cavalleria Rusticana，1890）和莱翁卡瓦洛的丑角（Pagliacci，1892）。